# Ху Аньго
Ху Аньго́ (кит. упр. 胡安国, пиньинь Hú Ānguó) по прозванию Канхоу (кит. 康候), люди называли его «Учитель с гор Уишань», (1074 — 1138) — каноновед эпохи Северная Сун.
ху Аньго имел высшую учёную степень цзиньши, был профессором императорской Высшей школы, занимал должности в Академии Ханьлинь и императорском книгохранилище, служил в Государственной канцелярии. В учёных занятиях поддерживал контакты с Се Лянцзо, Ян Ши и Ю Цзо (последователям учения братьев Чэн) и считал, что всем обязан книгам Чэн И и Чэн Хао. Для истолкования текущих политических событий привлекал текст «Чунь цю». Книга Ху Аньго о «Чунь цю» была утверждена в качестве учебного пособия для сдающих государственные экзамены на соискание учёной степени и оказала определяющее влияние на трактовку «Чунь цю» конфуцианцами эпох Сун и Юань. В сборнике «Сун Юань сюэ ань» («Учения эпох Сун и Юань»), созданном Хуан Цзунси и его учениками, Ху Аньго отводится ведущая роль в упрочении позиций школы братьев Чэн в эпоху Южной Сун.
Основные сочинения: «Чунь цю тун чжи» («Идеи, пронизывающие „Чунь цю“»), «Цзычжи тунцзянь цзюйяо бу и» («Дополнительные материалы к основным положениям „Цзычжи тунцзянь“»), впоследствии сведённые в сборник «Хуши чжуань цзя лу» («Каталог комментированного наследия рода Ху»).